# Glucosio-fruttosio ossidoreduttasi
La glucosio-fruttosio ossidoreduttasi è un enzima appartenente alla classe delle ossidoreduttasi, che catalizza la seguente reazione:
D-glucosio + D-fruttosio ⇄ D-gluconolattone + D-glucitolo
Altri substrati, ma con una minore affinità, possono essere gli aldosi D-mannosio, D-xilosio, D-galattosio, 2-deossi-D-glucosio e L-arabinosio. I chetosi possono essere substrati solo se a catena aperta: l'affinità apparente per il fruttosio è infatti bassa, poiché una quota ridotta di fruttosio è in soluzione in conformazione aperta. Lo xilulosio ed il glicerone (diidrossiacetone) sono in grado di sostituire il fruttosio, ma si tratta di substrati a bassa affinità. L'enzima proveniente da Zymomonas mobilis contiene NADP+ legato all'interno.